# Vermont Wild
I Vermont Wild sono stati una squadra di hockey su ghiaccio con sede a Morrisville: sono stati la prima squadra di hockey su ghiaccio professionistica con sede in Vermont. Nella loro breve esistenza hanno militato nella Federal Hockey League, nella prima parte della stagione 2011-2012.

## Storia
I Vermont Wild nacquero con il nome di Green Mountain Rock Crushers nel 2011, ed avrebbero dovuto giocare le proprie gare a Jay. Prima dell'inizio della stagione, tuttavia, il proprietario Randall Latona trasferì la squadra a Morrisville, cambiando inoltre nome.
Già a novembre del 2011 la società ha annunciato la sospensione delle attività, a causa dell'impossibilità di trovare un investitore disponibile a proseguire la stagione: la squadra aveva infatti una media di spettatori molto bassa, pari a 265 persone a partita.